# ستانلي أوشر
ستانلي أوشر (بالإنجليزية: Stanley Osher)‏ (من مواليد 24 أبريل 1942) هو عالم رياضيات أمريكي، معروف بمساهماته العديدة في التقاط الصدمات، وطرق تحديد المستوى، والأساليب القائمة على PDE في رؤية الحاسوب ومعالجة الصور. أوشر أستاذ بجامعة كاليفورنيا في لوس أنجلوس، ومدير المشروعات الخاصة في معهد الرياضيات البحتة والتطبيقية وعضو في معهد كاليفورنيا لنانوسيستمز في جامعة كاليفورنيا.
فاز أوشر بجائزة كارل فريدريش جاوس عام 2014 عن «مساهمته المؤثرة في العديد من المجالات في الرياضيات التطبيقية ولاختراعاته بعيدة المدى التي غيرت مفهومنا للمفاهيم الفيزيائية والإدراكية والرياضية، مما أعطانا أدوات جديدة لفهم العالم».